# Lyons (Colorado)
Lyons è un centro abitato (town) degli Stati Uniti d'America, situato nella contea di Boulder dello Stato del Colorado. Nel censimento del 2000 la popolazione era di 1.585 abitanti.

## Geografia fisica
Secondo i rilevamenti dell'United States Census Bureau, Lyons si estende su una superficie di 3,2 km².